# Golofa wagneri
Golofa wagneri är en skalbaggsart som beskrevs av Abadie 2007. Golofa wagneri ingår i släktet Golofa och familjen Dynastidae. Inga underarter finns listade i Catalogue of Life.